# Idempotent
|  | Wiktionary har en ordboksartikel om idempotent. |

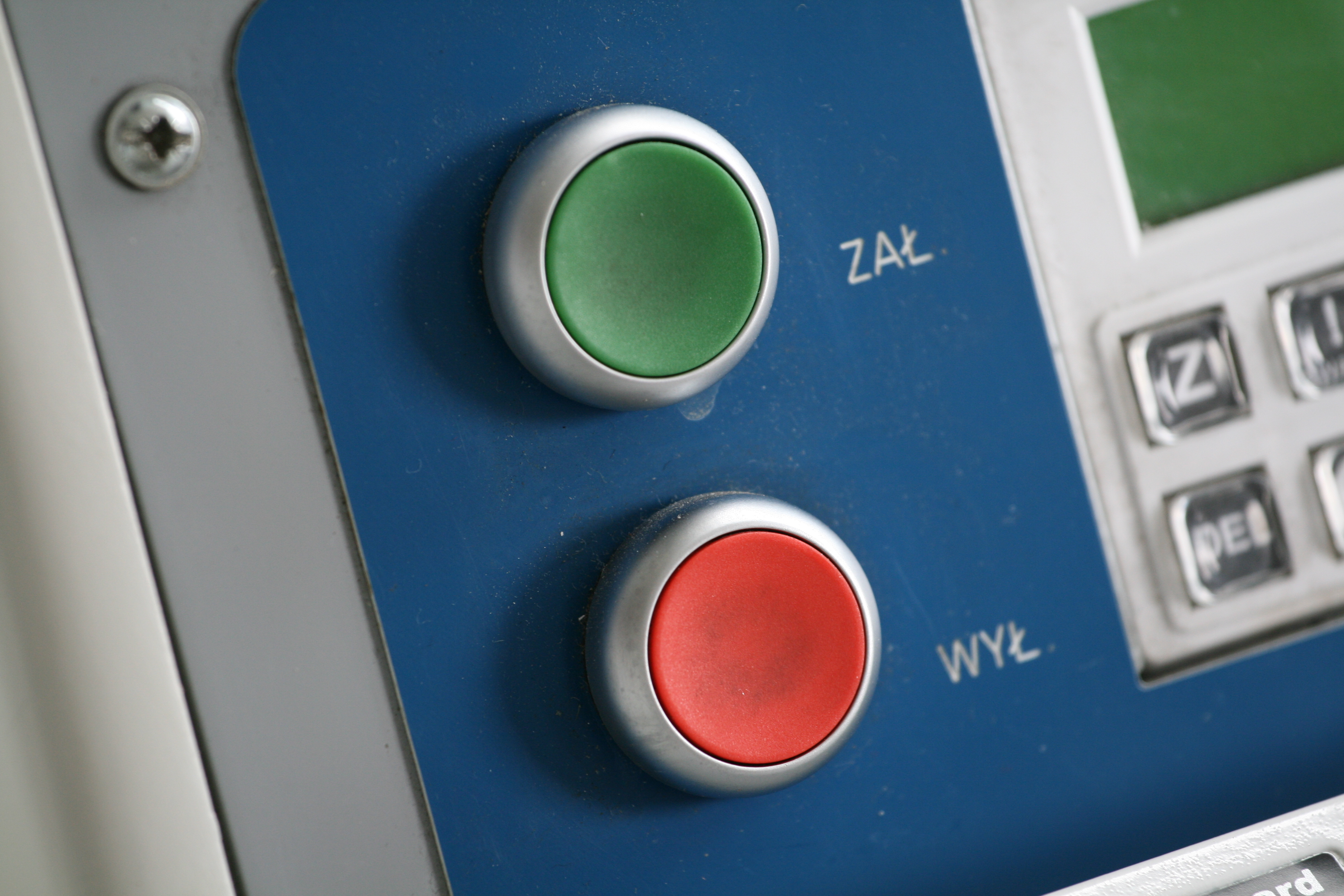
På- och avknappar på ett polskt tågs destinationsskyltsinställning. Påknappen är en idempotent operation då den har samma verkan oavsett hur många gånger den används.

Inom matematiken och datavetenskapen är en operation idempotent, om den ger samma resultat oberoende av antalet upprepningar. Ett element a sägs vara ett idempotent element med avseende på en binär operator {\displaystyle *} om {\displaystyle a*a=a}.

## Definition

### Unära operatorer
Om {\displaystyle f} är en idempotent unär operator på mängden {\displaystyle S} gäller att, för alla {\displaystyle x\in S}:
{\displaystyle f(f(x))=f(x)}

### Binära operatorer
En binär operator {\displaystyle *} sägs vara idempotent på en mängd {\displaystyle S} om, för alla {\displaystyle x\in S}:
{\displaystyle x*x=x}

### I datavetenskap
Inom datavetenskap avser en idempotent subrutin eller funktion en subrutin som har samma effekt när den anropas flera gånger, som när den bara anropas en gång.
Om man exempelvis har ett databassystem med kunder och deras order, skulle en idempotent subrutin exempelvis kunna vara en som hämtar det namn och den adress som hör till ett visst kundnummer. En subrutin som inte är idempotent skulle exempelvis kunna vara en subrutin som lägger in en ny order i systemet.
En subrutin som inte ändrar någon del av systemets tillstånd är alltid idempotent.
En kompilator som känner till att en funktion är idempotent kan optimera bort anrop för den funktionen, förutsatt att argumenten till funktionen inte ändrar sig mellan anropen. Det resulterar i att program exekverar snabbare.

## Exempel

### Idempotenta funktioner
- Absolutbelopp av komplexa eller reella tal är en idempotent unär operator: {\displaystyle ||x||=|x|\,}.
- En funktion av två variabler som ger det största värdet tillbaka är idempotent: {\displaystyle \max(x,x)=x}.
- Projektioner i vektorrum är idempotenta unära operatorer; när man har projicerat på värderummet ändras inte vektorn efter flera projiceringar (projektioner brukar t.o.m. definieras som idempotenta linjära avbildningar).

### Idempotenta element
Bland heltalen, de  rationella och reella talen är 0 och 1 idempotenta med avseende på multiplikation.
I en grupp finns inga idempotenta element förutom det neutrala elementet.
I en ring sägs ett element vara idempotent om det är idempotent med avseende på multiplikation. Varje idempotent element a i en unitär ring, med undantag för nollelementet och enhetselementet, är även en nolldelare, eftersom {\displaystyle a(1-a)=0}.
I ringen av heltal modulo 6 finns fyra idempotenta element: 0, 1, 3 och 4, av vilka 3 och 4 är nolldelare.
Mängden av alla idempotenta element i en kommutativ ring är sluten under multiplikation.
En  skevkropp har exakt två idempotenta element.